# Hugo Black
Hugo LaFayette Black (ur. 27 lutego 1886, zm. 25 września 1971) – amerykański polityk i sędzia. Jako członek Partii Demokratycznej, Black reprezentował stan Alabama w Senacie w latach 1926-1937, był także sędzią Sądu Najwyższego USA w latach 1937-1971. Uważa się, iż Black był jednym z najbardziej wpływowych sędziów Sądu Najwyższego ubiegłego stulecia. Black został nominowany na to stanowisko przez prezydenta USA Franklina D. Roosevelta i zatwierdzony przez Senat USA głosowaniem z wynikiem 63 do 13.
Jako jeden z czterech najdłużej zasiadających sędziów Sądu Najwyższego, znany był z promowania dosłownego interpretowania Konstytucji Stanów Zjednoczonych oraz jego zdaniem prawa zagwarantowane przez ustawę o podstawowych prawach są narzucane przez 14 poprawkę do Konstytucji USA.
Jego poglądy były w prawoznawstwie przedmiotem żarliwych dyskusji. W przeciwieństwie do innych był zdecydowanym zwolennikiem dosłownej analizy sporów (a nie analizy precedensowej) co uniemożliwia scharakteryzowanie go jako typowego liberała czy też konserwatystę. Jako przykład jego liberalizmu należy wskazać jego działania na rzecz poprawy praw jak i swobód obywatelskich. Konserwatyzm u Blacka przejawiał się w przekonaniu, iż prywatność nie jest wystarczająco chroniona przez Konstytucję USA.

## Lata młodzieńcze
Hugo Lafayette Black był najmłodszym z ośmiorga dzieci Williama Lafayette Black i Marty Toland Black. Hugo urodził się 26 lutego 1886 roku w małym domku na farmie w Harlan, stan Alabama, biednym oraz odizolowanym miasteczku u podnóża Appalachów.
Z początku młody Hugo pragnął pójść w ślady starszego brata Orlando, który został lekarzem. W wieku 17 lat Hugo opuścił szkołę w Ashland i od semestru 1902–1903 miał rozpocząć naukę w Birmingham Medical School. Jednakże Orlando przekonał młodszego brata aby ten rozpoczął studia na Uniwersytecie Alabama na wydziale prawa. W 1906 Hugo otrzymał dyplom ukończenia studiów i powrócił do Ashland, gdzie otworzył kancelarię prawniczą zaraz nad sklepikiem spożywczym. Kancelaria jednak nie prosperowała zbyt dobrze i po półtora roku od jej otwarcia budynek, w którym się mieściła, spłonął doszczętnie. Po tym wydarzeniu, Black przeprowadził się do Birmingham, gdzie kontynuował praktykę prawniczą specjalizując się w prawie pracy oraz w pomocy prawnej ofiarom nieszczęśliwych wypadków.
Podczas sprawy, w której Black był obrońcą Afroamerykanina zmuszonego do niewolnictwa, a później osadzonego, Black zaznajomił się z sędzią prowadzącym sprawę – A. O. Lane'em. Kiedy w 1911 Lane został wybrany do komisji miasta Birmingham, poprosił on Blacka aby został biegłym policyjnym – funkcja ta była jedynym sądowym doświadczeniem poprzedzającym otrzymanie mandatu do Sądu Najwyższego. W 1912 Black zrezygnował z bycia biegłym i powrócił do praktyki prawniczej. Jednak tylko na krótko rozstał się z pełnieniem oficjalnej funkcji publicznej. W 1914 rozpoczął czteroletnią kadencję jako prokurator hrabstwa Jefferson.
Trzy lata później, podczas I wojny światowej, Black zrezygnował z funkcji prokuratora aby wstąpić do Armii USA. Zaciągnął się w Ośrodku Szkoleniowym dla Oficerów w forcie Oglethrope w stanie Georgia gdzie dosłużył się stopnia kapitana. Black służył w 81 Batalionie Artylerii w Chattanooga, Tennessee jednak nigdy nie brał udziału w walkach. We wrześniu 1918 powrócił do swojej praktyki prawniczej w Birmingham.
23 lutego 1921 poślubił Josephine Foster (1899-1951) swoją pierwszą żonę, z którą miał trójkę dzieci: Hugo L. Black II (ur. 1922), Sterling Foster (ur. 1924) i Martha (ur. 1933). Wnuk Blacka, Hugo L. Black III zasiadał w Izbie Reprezentantów stanu Floryda a także był asystentem prokuratora generalnego. Hugo i Josephine pozostali parą aż do śmierci Josephine, po długiej i ciężkiej chorobie, 6 grudnia 1951 roku. Sześć lat później, w 1957, Hugo ożenił się ponownie z Elizabeth Seay DeMeritte.

## Związki z Ku Klux Klanem
W latach 20 XX w. Ku Klux Klan po półwiecznym okresie osłabionej działalności, został wskrzeszony głównie dzięki wydaniu „The Birth of a Nation”. Ku Klux Klan dość szybko stał się dominującą siłą polityczną nie tylko w Alabamie, ale i większości stanów Południa, a także w kilku stanach Północy. W tych latach Ku Klux Klan liczył sobie ok. 85000 członków, czyniąc Klan głównym ugrupowaniem politycznym w Alabamie.
11 sierpnia 1921 poproszony został o obronę pastora Edwina R. Stephensona, członka Ku Klux Klanu, oskarżonego o zastrzelenie ks. Jamesa Coylea, przywódcę dużej społeczności katolickiej w parafii św. Pawła w Birmingham. Podczas procesu, w którym sędzia prowadzący oraz kilku członków ławy przysięgłych było członkami Klanu, Black zwrócił się do świadka oskarżenia słowami „Jest pan katolikiem, prawda?” w celu zdyskredytowania go przed zdominowaną przez Klan ławą przysięgłych. Stephenson został uniewinniony. Niektórzy z uczonych, na przykład Daniel L. Driesbach z American University, sądzą, że późniejsze poparcie Blacka dla odseparowania państwa od kościoła wynikało właśnie z takich antykatolickich uprzedzeń.
W 1923 został członkiem Roberta E. Lee Klanu nr 1, gałęzi Ku Klux Klanu w Birmingham. Black twierdził, że członkiem Ku Klux Klanu był tylko do roku 1925 i w tym okresie brał udział w zaledwie czterech spotkaniach, zanim zrezygnował z członkostwa. Jednakże w 1926 Black nie tylko wziął udział w Stanowej Konwencji Ku Klux Klanu ale także wygłosił przemowę do zgromadzonych delegatów. W opublikowanym „Sympozjum Hugo Blacka” możemy przeczytać: „Ci którzy znali Blacka chętnie tłumaczyli powody jego przystąpienia do Ku Klux Klanu. Herman Beck, wpływowy żydowski kupiec z Birmingham, namawiał swojego młodego przyjaciela Blacka, aby ten wstąpił do Klanu, pomagając w ten sposób w walce z „problematycznym elementem” w Alabamie.

## Kariera w Senacie
W 1926 starał się o mandat senatora reprezentującego stan Alabama – miał on objąć stanowisko po ustępującym Oskarze Underwood. W tamtym czasie Partia Demokratów była dominującą siłą polityczną w Alabamie, tak więc zwycięstwo nad konkurentem z partii Republikańskiej – E.H. Dryerem – przyszło Blackowi łatwo, wygrywając głosowanie z 80% poparciem. W 1932, Black ponownie został wybrany senatorem, tym razem pokonując Republikanina J. Theodora Johnsona zdobywając 86,3% głosów.
Senator Black zyskał reputację wytrwałego i utalentowanego śledczego. W 1934, dla przykładu, zasiadał na czele zgromadzenia mającego na celu wyjaśnienie okoliczności przyznania kontraktów dla przewoźników lotniczych Poczty USA, wtedy pod nadzorem Waltera Fogler Browna, co doprowadziło do ujawnienia wielu nieprawidłowości – później cała sprawa nazwana została Skandalem Poczty Lotniczej. W celu skorygowania powstałych nadużyć Black przygotował ustawę, nazwaną później ustawą Black – McKellar, która to następnie przekształcona została w ustawę o poczcie lotniczej z 1934. W roku następnym, Black był członkiem komisji senackiej zajmującej się śledztwem dotyczącym praktyk lobbystycznych. Black publicznie oczernił lobbystę nazywając go „wysoko postawionym, zwodniczym fałszerzem telegramów i listów oraz waszyngtońską marionetką”, popierając tym samym ustawę nakazującą lobbystom rejestrowanie się i upublicznianie swoich dochodów. W 1935 został przewodniczącym Senackiej Komisji ds. Edukacji i Pracy. W 1937 działał na rzecz uchwalenia ustawy, która gwarantowałaby płacę minimalną oraz 40-godzinny tydzień pracy. Mimo iż początkowo ustawa została odrzucona przez Izbę Reprezentantów, a jej odchudzona wersja została zatwierdzona w 1938 (po opuszczeniu Senatu przez Black) stając się ustawą o standardach pracy.
Był zdecydowanym stronnikiem prezydenta Franklina D. Roosevelta i Nowego Ładu (New Deal). W szczególności był orędownikiem ustawy reorganizacyjnej z 1937 roku (bardziej znanej jako „court-packing”), która w zamyśle miała powiększenie liczby sędziów Sądu Najwyższego o kilku bardziej „postępowych” dzięki czemu decyzje Sądu sprzyjałyby wizji podzielanej przez administrację.